# أحمد سعد الرشيدي
أحمد سعد الرشيدي، لاعب كرة قدم كويتي سابق.
لعب في نادي الشباب الكويتي، وفي موسم 2006/2007 انتقل إلى نادي التضامن الكويتي، ومنذ موسم 2007/2008 وهو يلعب مع نادي العربي الكويتي

## روابط خارجية
- أحمد سعد الرشيدي على موقع قاعدة بيانات كرة القدم.إي يو (الإنجليزية)
- أحمد سعد الرشيدي على موقع ناشيونال فوتبول تيمز (الإنجليزية)
- أحمد سعد الرشيدي على موقع Soccerway.com (الإنجليزية)